# Малкольм Дорфман
Малкольм Дорфман (англ. Malcolm Dorfman) — південноафриканський майстер бойових мистецтв, 9-й дан шотокан карате, заступник ґрандмайстра Karatenomichi World Federation (KWF), головний інструктор KWF у Південній Африці, засновник школи «Dorfman Karate».

## Біографія
Малкольм Дорфман розпочав свою кар'єру в бойових мистецтвах у 1965 році з занять дзюдо в Університеті Преторії. Згодом він перейшов до карате, де досягнув значних успіхів як спортсмен і тренер. Протягом 27 років (1967–1993) він брав участь у змаганнях, представляючи Південну Африку на міжнародному рівні. З 1970 року був членом національної збірної, а в 1978 році став її капітаном. У 1993 році очолив першу нерасову національну команду «Протеа».
У 1985 році Дорфман запровадив кендо в Південній Африці, заснувавши Південноафриканську федерацію кендо.

## Технічні досягнення
- 6-й дан JKA (1986) — найвищий ранг, присвоєний неяпонцю головним інструктором JKA Масатоші Накаямою.[2]
- 7-й дан JKA (1994) — найвищий ранг, присвоєний неяпонцю Японською асоціацією карате.[1]
- 8-й дан KWF (2000) — перший неяпонець, який отримав цей ранг після складного іспиту перед Міжнародною радою майстрів у Кардіффі.[2]
- 9-й дан KWF (2017) — перший західний каратист, який отримав цей ранг у японській шотокан-організації після фізичного іспиту.[2]

## Організаційна діяльність
У 1999 році, після розколу в JKA, Дорфман приєднався до Karatenomichi World Federation (KWF), заснованої Мікіо Яхарою. Він став членом Верховної ради майстрів (Saiko Shihankai) і обіймав посаду заступника ґрандмайстра KWF.
У Південній Африці він є головним інструктором KWF і керує організацією Karatenomichi South Africa. Також він був призначений директором World Shotokan Karate-do Association (WSKA) по Африці.

## Школа «Dorfman Karate»
У 1970-х роках Дорфман заснував школу «Dorfman Karate» в Йоганнесбурзі. Це головний додзьо Karatenomichi South Africa, який він керує разом із сином Шейном Дорфманом. Школа відома своєю відданістю традиційному японському карате та високим рівнем підготовки учнів.

## Особисте життя
Малкольм був одружений з Яніс, фахівцем з фізіології вправ, яка померла в 2005 році. У нього двоє синів: Шейн (6-й дан, багаторазовий чемпіон світу KWF) та Севілл (2-й дан, колишній чемпіон світу серед юніорів KWF).
У вільний час Дорфман захоплюється історією феодальної Японії, альпійським лижним спортом і є палким прихильником футбольного клубу «Манчестер Юнайтед».